# Komet NEAT 21
Komet NEAT 21 ali 163P/NEAT je periodični komet z obhodno dobo okoli 7,0 let.

 Komet pripada Jupitrovi družini kometov .

## Odkritje
Komet so odkrili 5. novembra 2004 v okviru programa Near Earth Asteroid Tracking (NEAT). Pozneje so ga našli tudi na starih posnetkih, ki so jih posneli že v letih 1990 in 1991 na Observatoriju Palomar in na posnetkih programa NEAT iz leta 1997 .